# 난리스루역
난리스루역(중국어 간체자: 南礼士路站, 정체자: 南禮士路站, 병음: Nanlishilu 남예사로참[*])은 베이징 지하철 1호선의 역이다. 1969년 10월 1일에 개통하였으나 1977년이 되어서야 민간인 개방이 이루어졌다. 인근에 난리스루 공원과 국가 해양국이 있다.

## 위치
이 역은 푸싱먼 외대가(复兴门外大街)와 난리스로(南礼士路)의 교차로에 위치한다.

## 역 구조

### 층별 구조
| 지면층   | 출구                                   | A—D출구                                  |
| 지하 1층 | 대합실                                 | 보안 검색, 고객 서비스 센터, 출입 게이트 |
| 지하 2층 |                                        | ← ■ 지하철 1호선 핑궈위안 방면(무시디)   |
| 지하 2층 | 섬식 승강장, 왼쪽 출입문이 열림        |                                          |
| 지하 2층 | → ■ 지하철 1호선 쓰후이둥 방면(푸싱먼) |                                          |

### 대합실

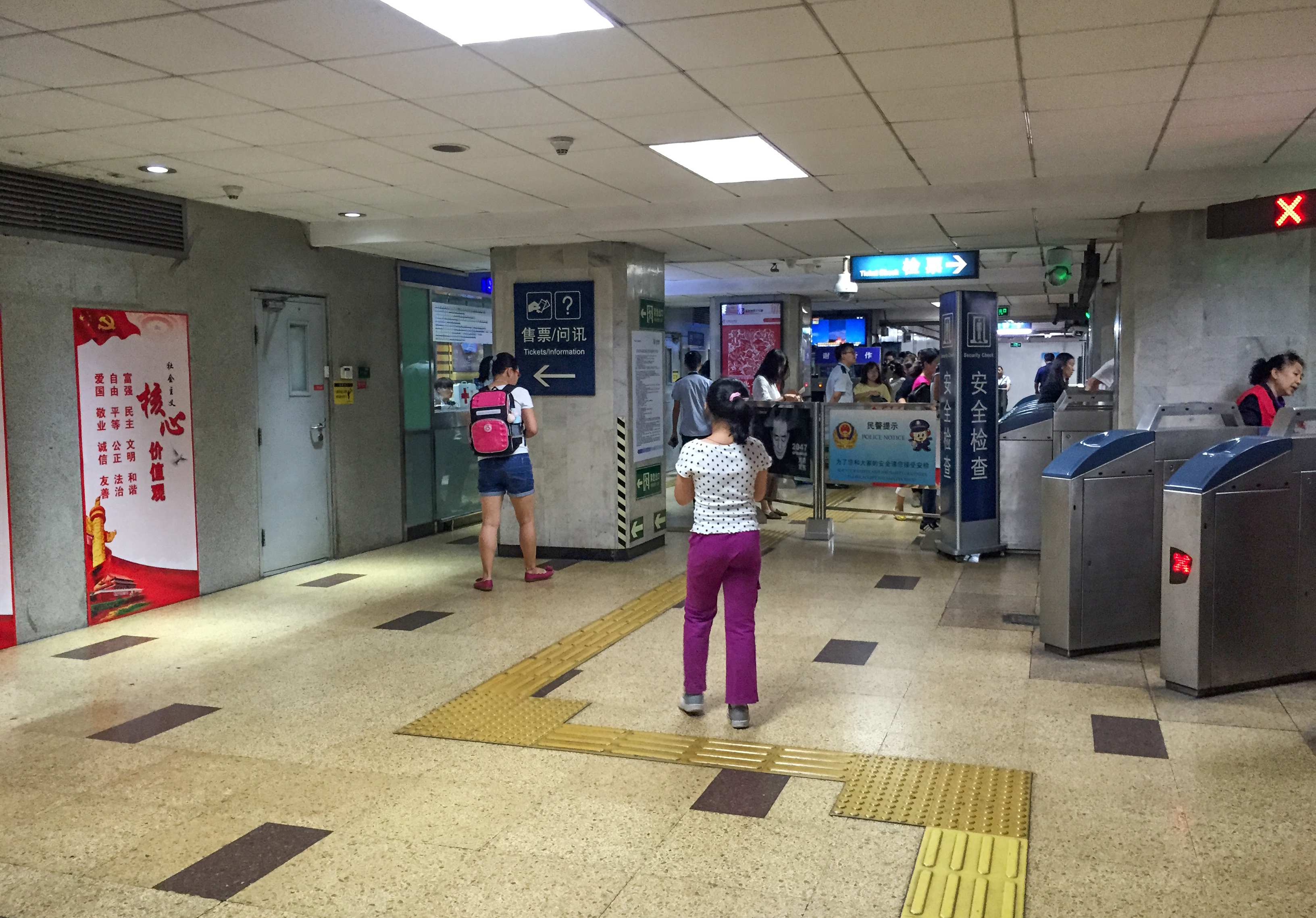
동부 대합실

난리스루역은 분리식 대합실을 가지고 있으며, 두 대합실은 각각 난리스로 교차로 동쪽과 서쪽에 위치한다.

### 승강장
난리스루역은 1개의 섬식승강장으로 구성되며, 푸싱먼 외대가 지하에 위치한다.

## 출구

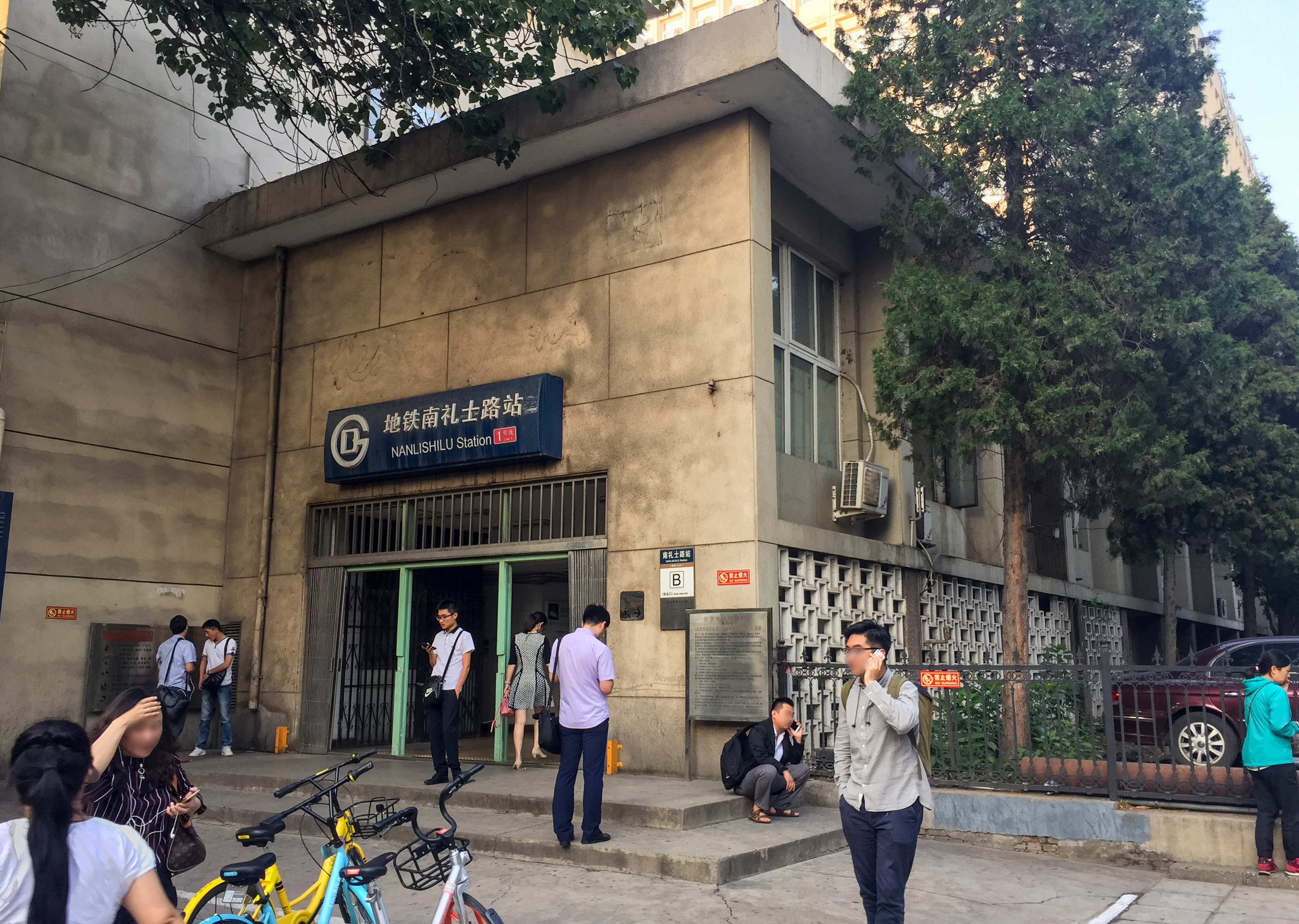
난리스루역 B출구

이 역은 총 5개의 출구가 있다.: A서복(동), B동북(서), C동남(서), D1서남(서), D2서남(동)
|              |                                                 |
| 출구         | 출구 인근                                       |
| 出口 · A     | 난리스로(南礼士路), 푸싱먼 외대가(复兴门外大街) |
| 出口 · B     | 난리스로, 푸싱먼 외대가                         |
| 出口 · C     | 난리스로, 푸싱먼 외대가                         |
| 出口 · D · 1 | 난리스로, 푸싱먼 외대가                         |
| 出口 · D · 1 | 난리스로, 푸싱먼 외대가                         |

## 역세권 정보
- 난리스루 공원
- 중화인민공화국 국가 해양국
- 중국 국제무역 촉진위원회
- 중앙인민방송

## 같이 보기
- 베이징 지하철 1호선